# 금성시·광산군·나주군
금성시·광산군·나주군은 대한민국의 옛 국회의원 선거구이다. 당시 전라남도 금성시, 광산군, 나주군 지역을 관할했다.

## 역사
1981년 7월 1일을 기해 나주군 나주읍, 영산포읍이 금성시로 승격되었다. 이에 따라 나주군·광산군 선거구가 대한민국 제12대 국회의원 선거를 앞두고 금성시·광산군·나주군 선거구로 개편되면서 신설되었다.
1986년 11월 1일에는 전라남도 광산군의 송정읍이 송정시로 승격되었다. 1988년 1월 1일에는 전라남도 송정시와 광산군이 광주직할시에 편입되면서 광산구가 되었다. 또한 대한민국 제13대 국회의원 선거에서 선거구 제도가 중선거구제에서 소선거구제로 회귀했다. 이에 따라 금성시·광산군·나주군 선거구는 제13대 국회의원 선거를 앞두고 나주시·나주군, 광산구로 분할되면서 폐지되었다.

## 역대 국회의원
| 선거   | 정당 | 정당       | 1위 의원 | 정당 | 정당       | 2위 의원 |
| ------ | ---- | ---------- | -------- | ---- | ---------- | -------- |
| 1985년 |      | 민주정의당 | 나석호   |      | 민주한국당 | 이재근   |

## 역대 선거 결과

### 대한민국 제12대 국회의원 선거
|  | 27.16% |

|  | 21.81% |

|  | 17.52% |

|  | 15.82% |

|  | 14.96% |

|  | 2.70% |